# Gerhard Elmecker
Gerhard Elmecker (* 8. Oktober 1937) ist ein ehemaliger deutscher Fußballspieler. Er bestritt zwischen 1963 und 1965 43 Spiele für BSG Motor Steinach in der DDR-Oberliga, der höchsten Spielklasse im DDR-Fußball.

## Sportliche Laufbahn

### Motor Steinach
Bis zum Ende der Saison 1962/63 spielte Gerhard Elmecker bei der Betriebssportgemeinschaft (BSG) Motor Sonneberg in der drittklassigen II. DDR-Liga. In der benachbarten Stadt Steinach war in dieser Saison die BSG Motor Steinach in die DDR-Oberliga aufgestiegen. Zur Verstärkung des Spielerkaders wurden mehrere neue Spieler eingegliedert, unter ihnen auch der 24-jährige Elmecker.
Trainer Heinz Leib plante mit ihm als Stürmer und setzte ihn im ersten Oberligaspiel der Steinacher als Mittelstürmer ein. Im weiteren Verlauf der Saison 1963/64 kam Elmecker auf den verschiedensten Angriffspositionen zum Einsatz, meistens jedoch auf der rechten Seite. Von den 26 ausgetragenen Punktspielen bestritt Elmecker 23 Begegnungen, und mit seinen sechs Toren gehörte er mit Günter Queck (10 Tore) und Ulrich Sperschneider (6) zu dem Sturmtrio, das für die meisten Tore der Steinacher sorgte. In der Begegnung Motor Steinach – SC Dynamo Berlin gelang ihm am 17. Spieltag beim 4:1-Sieg seiner Mannschaft in der zweiten Spielhälfte ein Hattrick. Motor Steinach beendete die Saison als Überraschungsneuling auf dem 7. Platz der Oberliga. In der zweiten Steinacher Oberligaspielzeit 1964/65 wurde Elmecker erneut für den Angriff vorgesehen. Im Gegensatz zur Vorsaison wurde er von Trainer Leib nun vorwiegend als Mittelstürmer oder auf der linken Angriffsseite eingesetzt. In der Rückrunde der Saison hatte Elmecker einige Spielausfälle, sodass er in der gesamten Saison nur auf 20 Punktspieleinsätze kam. Er erzielte aber erneut sechs Tore und wurde wieder nur von Queck übertroffen, der zwei Treffer mehr erzielte. Nach ihrem zweiten Oberligajahr schaffte die BSG Motor den Klassenerhalt nicht mehr und stieg wieder in die DDR-Liga ab.

### Wismut Gera
Nach dem Abstieg der Steinacher wechselte Elmecker zur Saison 1965/66 zum DDR-Liga-Konkurrenten BSG Wismut Gera. Den Geraern gelang der Aufstieg in die Oberliga, Elmecker hatte daran mit nur acht Punktspieleinsätzen nur einen marginalen Anteil, wies mit seinen sechs Toren aber weiter seine Torgefährlichkeit nach. Wismut Gera konnte sich 1966/67 eine Spielzeit lang in der Oberliga halten, Elmecker kam in der Oberligamannschaft nicht zum Einsatz und spielte stattdessen in der Geraer Reservemannschaft. In der DDR-Liga-Saison 1967/68 kehrte er in die 1. Mannschaft zurück, bestritt aber nur 13 der 30 Punktspiele (5 Tore). In den Spielzeiten 1968/69 (5 Spiele, 1 Tor) und 1969/70 (2/-) spielte er in der DDR-Liga-Mannschaft kaum noch eine Rolle und wurde nun überwiegend in der drittklassigen Bezirksliga-Mannschaft Wismut Gera II eingesetzt. Für die 2. Mannschaft war Elmecker bis 1975 aktiv. 1973 gewann er mit Gera die Bezirksmeisterschaft, 1972 und 1973 wurde er mit 30 bzw. 34 Treffern Torschützenkönig der Bezirksliga Gera.